# Transports en commun de l'Aire Cantilienne
Les transports en commun de l'Aire Cantilienne (nommé Aire'MOB) forment le réseau de transport en commun de la communauté de communes de l'Aire Cantilienne. Ils sont composés de quatre services de transport distincts : DUC, La Navette, Flexobus et Aire'bus. Ces services desservent principalement les communes de Chantilly et Lamorlaye dans le département de l'Oise, en région Hauts-de-France.
À l'instar de nombreux réseaux de transport dans l'Oise, la plupart de ces services sont gratuits.
L'ensemble des services est exploité par le groupe Keolis par le biais de sa filiale Keolis Oise.

## Présentation
Un premier service de transport communautaire baptisé « Cantibus » est mis en place le 1er septembre 1998. Ce service était composé de circuits assurés en minibus et reliant les communes d'Apremont et d'Avilly-Saint-Léonard à Chantilly. Un service de transport à la demande était également mis en place. Toutefois ce service n'est pas pérennisé.
Le 1er juillet 2021, la communauté de communes de l'Aire Cantilienne acquiert la compétence des transports en commun sur son territoire. La communauté de communes devient ainsi autorité organisatrice de la mobilité (AOM), et récupère l'organisation des réseaux municipaux de Chantilly et de Lamorlaye.
En mai 2022, un service de transport à la demande baptisé « Flexobus » est créé. Ce dernier permet aux habitants des communes de La Chapelle-en-Serval, Mortefontaine et Plailly de rejoindre les communes de Chantilly, Gouvieux et Senlis.
Le 10 juillet 2023, avec le renouvellement du Système Intégré des Services à la Mobilité dans l'Oise (SISMO), le Pass Oise Mobilité qui était le support unique des titres de transport du département est remplacé par la carte Pass Pass. Cette dernière permet de se déplacer sur la plupart des réseaux de transports de la région Hauts-de-France.
Le 18 septembre 2023, le service Flexobus est étendu aux communes d'Apremont, Avilly-Saint-Léonard et Vineuil-Saint-Firmin.
La communauté de communes souhaite optimiser et développer l'offre de transport sur son territoire. La nouvelle offre sera mise en place en septembre 2024, lors du renouvellement des contrats d'exploitations des réseaux DUC et La Navette.
Le 1er septembre 2024, l'exploitation de l'ensemble des services de transport a été attribuée au groupe Keolis et sa filiale Keolis Oise pour une durée de 4 ans.
Le 4 novembre 2024, un nouveau service de transport baptisé « Aire'bus » est créé. Ce service est composé d'une ligne régulière d'autocar circulant tous les jours et reliant Gouvieux à l'aéroport de Roissy-Charles-de-Gaulle.

## Desserte urbaine cantilienne
La Desserte Urbaine Cantilienne, également appelée « le DUC » en référence au Duc d'Aumale, est le service de transport en commun gratuit desservant la ville de Chantilly. Créé en 2000, le service relie les quartiers nord et sud de Chantilly à la gare de Chantilly - Gouvieux,.
En septembre 2002, le matériel roulant est renouvelé par l'exploitant Cariane Oise avec l'achat de deux autobus Agora S provenant de l'aéroport de Roissy,.
À la fin de l'année 2009, deux Solaris Urbino 12 ont été acquis afin de remplacer les deux Agora S acquis sept ans plus tôt. Quelques années plus tard, deux Citelis 12 viennent renforcer le parc.
Le 20 janvier 2015, le service est renforcé avec l'ajout d'un troisième bus en circulation durant les heures de pointe.
Le 14 décembre 2020, le matériel roulant est renouvelé avec l'acquisition par Keolis Oise de deux Crossway LE et d'un Citaro C2 Hybrid. L'identité visuelle du réseau est également modifiée abandonnant le marron pour le vert.

### Ligne
Le DUC est composé d'une seule ligne fonctionnant du lundi au samedi.
| No  | Date d'ouverture | Parcours   | Parcours   | Longueur | Fréquentation annuelle | Matériel                     | Exploitant  |
| No  | Date d'ouverture | Terminus 1 | Terminus 2 | Longueur | Fréquentation annuelle | Matériel                     | Exploitant  |
| --- | ---------------- | ---------- | ---------- | -------- | ---------------------- | ---------------------------- | ----------- |
| DUC | 2000             | Lefébure   | Boussac    | -        | -                      | Crossway LE Citaro C2 Hybrid | Keolis Oise |

### Exploitation
L'exploitation de ce service est confiée à la société Keolis Oise, filiale du groupe Keolis, dont le dépôt est situé à Senlis.
Le service est réalisé à l'aide de deux Crossway LE et d'un Citaro C2 Hybrid.

## La Navette
En mars 2018, la municipalité de Lamorlaye organise un sondage auprès de ses habitants afin de connaître leurs besoins en termes de mobilité. En effet, elle souhaite mettre en place un système de navette urbaines et de rabattement vers les gares situées à proximité de la commune.
Le 20 août 2019, le service de navette urbaine baptisé « La Navette » est mis en place. Ce service gratuit est composé de lignes N1 et N2 desservant le centre-ville pour la première et le domaine du Lys-Chantilly pour la seconde. Il fonctionne du mardi au vendredi ainsi que le samedi matin. L'exploitation de ce service a été confiée à la société Keolis Evrard.
Quelques jours plus tard, le 2 septembre 2019, les deux navettes à destination des gares de Chantilly - Gouvieux et d'Orry-la-Ville - Coye sont mises en service. Ces lignes, numérotées G1 et G2, sont d'abord gratuites avant de devenir payantes le 2 janvier 2020.
Le 4 octobre 2021, la navette G2 assurant la liaison entre Lamorlaye et la gare d'Orry-la-Ville - Coye effectue désormais la desserte de la commune de Coye-la-Forêt.
Le 31 janvier 2022, l'offre de transport est ajustée. La navette N1 circule désormais le lundi en période scolaire et dessert systématiquement l'arrêt Seigneurie. Les horaires des lignes G1 et G2 sont adaptés pour permettre les correspondances avec les trains.
Le 5 juin 2023, la ligne G1 est supprimée par manque de fréquentation. La ligne G2 est renforcée et prolongée jusqu'au domaine du Lys. Elle circule également en milieu de journée. L'offre de la navette N2 est également réduite.
Le 1er septembre 2024, une nouvelle ligne N3 est créée, elle relie Lamorlaye à Chantilly les mercredis, samedis et dimanches.

### Lignes
Le réseau « La Navette » est composé de trois navettes N1, N2 et N3, d'une ligne à destination des gares G2 et d'un service de transport scolaire.
La N1 fonctionne du lundi au samedi, la ligne N3 fonctionne les mercredis, samedis et dimanches, les lignes N2 et G2 fonctionnent du lundi au vendredi ; ces dernières ne fonctionnent pas en été.
| No | Date d'ouverture   | Parcours                         | Parcours                       | Longueur | Fréquentation annuelle | Matériel | Exploitant  |
| No | Date d'ouverture   | Terminus 1                       | Terminus 2                     | Longueur | Fréquentation annuelle | Matériel | Exploitant  |
| -- | ------------------ | -------------------------------- | ------------------------------ | -------- | ---------------------- | -------- | ----------- |
| N1 | 20 août 2019       | (Circulaire) Lamorlaye – Château | via Lys, Collège, Haras du Coq | -        | -                      | Minibus  | Keolis Oise |
| N2 | 20 août 2019       | (Circulaire) Lamorlaye – Poste   | via Reine, Condé               | -        | -                      | Minibus  | Keolis Oise |
| N3 | 1er septembre 2024 | Lamorlaye – Mairie               | Chantilly – Mairie             | -        | -                      | Minibus  | Keolis Oise |
| G2 | 2 septembre 2019   | Lamorlaye – Reine                | Gare d'Orry-la-Ville – Coye    | -        | -                      | -        | Keolis Oise |

#### Transport scolaire
Le réseau est doté de deux services scolaires S1 et S2 réservé aux enfants scolarisés dans les écoles maternelles et primaires de Lamorlaye.

#### Anciennes lignes
| No | Date d'ouverture | Date de fermeture | Parcours          | Parcours                     | Longueur | Fréquentation annuelle | Matériel | Exploitant    |
| No | Date d'ouverture | Date de fermeture | Terminus 1        | Terminus 2                   | Longueur | Fréquentation annuelle | Matériel | Exploitant    |
| -- | ---------------- | ----------------- | ----------------- | ---------------------------- | -------- | ---------------------- | -------- | ------------- |
| G1 | 2 septembre 2019 | 4 juin 2023       | Lamorlaye – Condé | Gare de Chantilly - Gouvieux | -        | -                      | -        | Keolis Evrard |

### Tarification
Les lignes N1, N2 et N3 sont entièrement gratuites. La ligne G2, et la ligne G1 jusqu'à sa suppression, est payante. Le ticket à l'unité est au tarif de 1 €, le carnet de 10 tickets est au prix de 10 €. Un abonnement mensuel est proposé au prix de 20 € ainsi qu'un abonnement trimestriel au prix de 50 €. Les carnets de tickets sont chargés sur un billet rechargeable, les abonnements sont chargés sur une carte Pass Pass.

### Exploitation
Jusqu'au 31 août 2024, le réseau « La Navette » était exploité par la société Keolis Evrard, filiale du groupe Keolis. Depuis le 1er septembre 2024, il est exploité par la société Keolis Oise, qui dispose d'un dépôt à Senlis.

## Flexobus
Le service Flexobus est un service de transport à la demande gratuit créé en mai 2022. Il permet aux habitants des communes de La Chapelle-en-Serval, Mortefontaine et Plailly de se déplacer selon les jours vers les communes de Chantilly et Senlis, le centre Aqualis de Gouvieux et le centre commercial de La Chapelle-en-Serval.
Le 18 septembre 2023, le service est étendu aux communes d'Apremont, Avilly-Saint-Léonard et Vineuil-Saint-Firmin. Les habitants de ces communes peuvent se déplacer, selon les jours, vers les communes Chantilly et Senlis, le centre Aqualis de Gouvieux et le supermarché Carrefour Market de Chantilly.
Le service Flexobus fonctionne toute l'année du lundi au vendredi. Les destinations et les horaires proposés sont différents selon les jours de la semaine.
L'exploitation de ce service est confiée à la société Keolis Oise.

## Aire'bus
Le service « Aire'bus » est une ligne d'autocar mise en service le 4 novembre 2024. Elle relie Gouvieux à l'aéroport de Roissy-Charles-de-Gaulle en desservant la gare de Chantilly, Lamorlaye, Coye-la-Forêt, Orry-la-Ville et La Chapelle-en-Serval.

### Ligne
La ligne fonctionne tous les jours avec une très large amplitude horaire (de 3 h 50 à 23 h 20) et une dizaine d'allers-retours.
| No       | Date d'ouverture | Parcours                          | Parcours   | Longueur | Fréquentation annuelle | Matériel | Exploitant  |
| No       | Date d'ouverture | Terminus 1                        | Terminus 2 | Longueur | Fréquentation annuelle | Matériel | Exploitant  |
| -------- | ---------------- | --------------------------------- | ---------- | -------- | ---------------------- | -------- | ----------- |
| Aire'bus | 4 novembre 2024  | Gouvieux – Collège Sonia Delaunay | Roissypôle | -        | -                      | Intouro  | Keolis Oise |

### Tarification
La ligne Aire'bus est accessible avec un ticket à l'unité au prix de 5 €, un abonnement mensuel et des tarifs réduits sont également proposés.

### Exploitation
L'exploitation de ce service est confiée à la société Keolis Oise.